# Ragnhild Myklebust
Ragnhild Myklebust (Oslo, 13 de diciembre de 1943) es una deportista noruega que compitió en biatlón adaptado, esquí de fondo adaptado y carrera de trineo en hielo. Ganó 27 medallas en los Juegos Paralímpicos de Invierno entre los años 1988 y 2002.

## Palmarés internacional
| Juegos Paralímpicos | Juegos Paralímpicos   | Juegos Paralímpicos | Juegos Paralímpicos             |
| Año                 | Lugar                 | Medalla             | Prueba                          |
| ------------------- | --------------------- | ------------------- | ------------------------------- |
| 1988                | Innsbruck (Austria)   | Medalla de oro      | 2,5 km distancia corta grado II |
| 1988                | Innsbruck (Austria)   | Medalla de oro      | 5 km distancia larga grado II   |
| 1992                | Albertville (Francia) | Medalla de oro      | 2,5 km distancia corta LW10-11  |
| 1992                | Albertville (Francia) | Medalla de oro      | 5 km distancia larga LW10-11    |
| 1994                | Lillehammer (Noruega) | Medalla de oro      | 2,5 km silla de esquí LW10-11   |
| 1994                | Lillehammer (Noruega) | Medalla de oro      | 5 km silla de esquí LW10-11     |
| 1994                | Lillehammer (Noruega) | Medalla de oro      | 10 km silla de esquí LW10-11    |
| 1994                | Lillehammer (Noruega) | Medalla de oro      | 3 × 2,5 km clase abierta        |
| 1998                | Nagano (Japón)        | Medalla de oro      | 2,5 km silla de esquí LW10-12   |
| 1998                | Nagano (Japón)        | Medalla de oro      | 5 km silla de esquí LW10-12     |
| 1998                | Nagano (Japón)        | Medalla de oro      | 10 km silla de esquí LW10-12    |
| 1998                | Nagano (Japón)        | Medalla de oro      | 3 × 2,5 km clase abierta        |
| 2002                | Salt Lake (EE. UU.)   | Medalla de oro      | 2,5 km silla de esquí           |
| 2002                | Salt Lake (EE. UU.)   | Medalla de oro      | 5 km silla de esquí             |
| 2002                | Salt Lake (EE. UU.)   | Medalla de oro      | 10 km silla de esquí            |
| 2002                | Salt Lake (EE. UU.)   | Medalla de oro      | 3 × 2,5 km clase abierta        |

| Juegos Paralímpicos | Juegos Paralímpicos   | Juegos Paralímpicos | Juegos Paralímpicos |
| Año                 | Lugar                 | Medalla             | Prueba              |
| ------------------- | --------------------- | ------------------- | ------------------- |
| 1988                | Innsbruck (Austria)   | Medalla de oro      | 100 m grado II      |
| 1988                | Innsbruck (Austria)   | Medalla de oro      | 700 m grado II      |
| 1988                | Innsbruck (Austria)   | Medalla de oro      | 1000 m grado II     |
| 1988                | Innsbruck (Austria)   | Medalla de plata    | 500 m grado II      |
| 1994                | Lillehammer (Noruega) | Medalla de oro      | 700 m LW10-11       |
| 1994                | Lillehammer (Noruega) | Medalla de plata    | 100 m LW10-11       |
| 1994                | Lillehammer (Noruega) | Medalla de plata    | 500 m LW10-11       |
| 1994                | Lillehammer (Noruega) | Medalla de bronce   | 1000 m LW10-11      |

| Juegos Paralímpicos | Juegos Paralímpicos   | Juegos Paralímpicos | Juegos Paralímpicos   |
| Año                 | Lugar                 | Medalla             | Prueba                |
| ------------------- | --------------------- | ------------------- | --------------------- |
| 1994                | Lillehammer (Noruega) | Medalla de bronce   | 7,5 km LW2-9          |
| 1998                | Nagano (Japón)        | Medalla de oro      | 7,5 km LW10-12        |
| 2002                | Salt Lake (EE. UU.)   | Medalla de oro      | 7,5 km silla de esquí |